# Belle Grand-mère 2
Pour les articles homonymes, voir Belle Grand-mère (homonymie).
Belle Grand-mère 2 ou Belle Grand-mère "La Trattoria" est un téléfilm français réalisé par Marion Sarraut en 2001.

## Synopsis
Suite des aventures de Babou et Pacha. Leur fille Charlotte et son mari, Paolo, veulent ouvrir un restaurant...

## Fiche technique
- Réalisation : Marion Sarraut, assisté de Rodolphe Tissot
- Scénario : Janine Boissard, Valentine Albin
- Production : Claude Carrère, Serge Korber
- Musique : Paul Racer, Matt Son
- Genre : Comédie
- Durée : 90 minutes

## Distribution
- Macha Méril : Joséphine - "Babou"
- Victor Lanoux : Grégoire - "Pacha"
- Julie Sarraut : Charlotte
- Patrick Farru : Paolo
- Isabelle Guiard : Audrey
- Xavier Clément : Philippe
- Jean-Philippe Ker : Thibault
- Philippe Lellouche : Enzo
- Dimitri Rougeul : Victor
- Julia Vandoorne : Capucine
- Tatiana Pereira-Djalo : Laeticia
- Ruben Bénichou : Justino
- Jérémy Sanguinetti : Timothée
- Henri Osinski : Professeur François Lamy
- Jean-Claude Varlet : Laurent
- Natacha Picard : Coralie
- Pierre Blanco : Amiral Georges
- Patrice Sandeau : Secrétaire d'Etat Michel Dussary
- Thérèse Rimaud : Mireille
- Christian Taponard : Gérard Levasseur, le critique culinaire
- Fabienne Saint-Pierre : Madame Chevalier
- Gabrielle De Germiny : Infirmière
- Philippe Dussigne : Directeur Banque
- Rodolphe Tissot : Facteur
- Pauline Chambon : Jeune Fille Pub
- Alexandre Astier : Marcello

## Suites
Ce téléfilm est la suite de:
- 1998: Belle Grand-mère de Marion Sarraut